# Barranc de la Cometa de les Mussoles
El Barranc de la Cometa de les Mussoles o des Mussoles és un barranc que discorre dins del terme municipal de la Vall de Boí, a la comarca de l'Alta Ribagorça, i dins el Parc Nacional d'Aigüestortes i Estany de Sant Maurici.

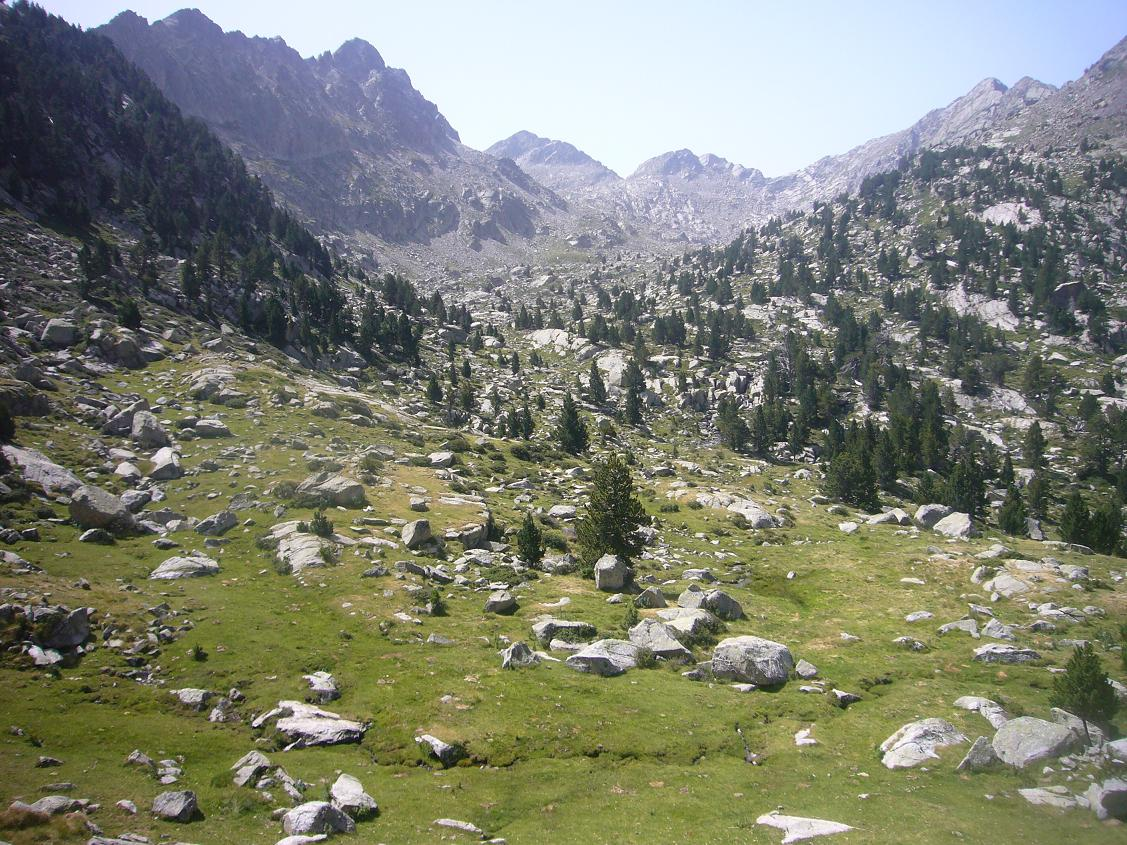
Cometa de les Mussoles vista des del sud (imatge amb anotacions)

El seu nom prové «del basc, mun-tzi-ol-a, cabana de l'aturonament, del massís de turons».
És afluent per l'esquerra del Barranc de les Mussoles. Té el naixement a uns 2.736 metres, a peus del coll situat entre el Pic de les Mussoles i el Pic Gran del Pessó, discorre per la Cometa de les Mussoles direcció nord fins a desembocar al Barranc de les Mussoles.